# Mijo Krešić (političar)
Mijo Krešić (Dubrave Donje, Živinice, 1. listopada 1966.), hrvatski političar i visoki dužnosnik iz Bosne i Hercegovine, bivši zamjenik ministra sigurnosti BiH.

## Životopis
Mijo Krešić rođen je 1966. godine u Donjim Dubravama kod Živinica.Prvi rod tužiteljice Posebnog odjela za ratne zločine Suda BiH Gordane Tadić iz Tuzle.
U Donjim Živinicama išao u osnovnu školu do 1977., a preostala četiri razreda u Tuzli. U Živinicama išao u srednju školu, smjer - ekološki tehničar. Vojnu akademiju kopnene vojske u Beogradu pohađao od 1985. do 1989. godine. Po završetku vojne akademije bio je zapovjednik voda Vojne policije Jugoslavenske narodne armije (JNA) u Prištini. Svibnja 1992. godine napustio je JNA i priključio se Armiji Republike Bosne i Hercegovine (ARBiH). U Oružanim snagama BiH bio do 1997. godine za koje vrijeme je rukovodio i zapovijedao postrojbama u okviru 2. korpusa. Godinu dana obnašao dužnost direktora Agencije za prevenciju korupcije i koordinaciju borbe protiv korupcije BiH, čiji je bio suosnivač i suvoditelj. Od 1996. član HDZ BiH. Od 1997. u predsjedništvu HDZ BiH Soli do 2011. godine. Od 1999. predsjednik županijske organizacije HDZ BiH Županije Soli. Od 2004. do 2007. godine vijećnik u Općinskom vijeću Tuzle. Od 2007. zamjenik ministra sigurnosti Bosne i Hercegovine do 2012. godine. 
Sudjelovao i koordinirao uspostavu sustava za zakonito presretanje u telekomunikacijama u BiH. Član predsjedništva HDZ BiH od 2007. do 2011. godine. Na općim izborima 2010. izabran u Skupštinu Županije Soli. Od 2012. do 2014. pohađao Zagrebačku školu ekonomije i menadžmenta na kojoj je magistrirao financije i bankarstvo. Od 2015. godine. opet je u predstjedništvu HDZ BiH i na mjestu zamjenika ministra sigurnosti BiH.
Vodio policijsku reprezentaciju BiH u nogometu na dva svjetska prvenstva u organizaciji International Police Association.